# Contribuabil
Contribuabilul este o persoană sau o organizație (cum ar fi o companie) care trebuie să plătească un impozit. Contribuabilii moderni pot avea un număr de identificare, un număr de referință emis de un guvern cetățenilor sau firmelor.
Termenul „contribuabil” îl caracterizează în general pe cel care plătește impozite. Un contribuabil este o persoană fizică sau o entitate care este obligată să efectueze plăți către agențiile fiscale municipale sau guvernamentale. Impozitele pot exista sub formă de impozite pe venit și/sau impozite pe proprietate impuse proprietarilor de proprietăți imobiliare (cum ar fi case și vehicule), împreună cu multe alte forme. Oamenii pot plăti impozite atunci când plătesc pentru bunuri și servicii care sunt impozitate. Termenul „contribuabil” se referă adesea la forța de muncă dintr-o țară care plătește pentru sisteme și proiecte guvernamentale prin impozitare. Banii contribuabililor devin parte din fondurile publice, care cuprind toți banii cheltuiți sau investiți de guvern pentru a satisface nevoi individuale sau colective sau pentru a genera beneficii viitoare. Din punct de vedere fiscal, entitățile comerciale sunt, de asemenea, contribuabili, supunând veniturile și cheltuielile acestora.